# Lillian Allen
Lillian Allen, née le 5 avril 1951, est une poétesse canadienne de langue anglaise, se situant dans le courant de la dub poetry, une forme d'expression poétique dont les textes, généralement aux thèmes politiques et sociaux, sont mis en musique en reggae. Elle a reçu le prix Juno du meilleur album de reggae/calypso en 1987 et 1988.

## Biographie
Née à Spanish Town, en Jamaïque, elle quitte son pays natal en 1969 pour la ville de New York, où elle étudie l'anglais à l'Université de la Ville de New York. Elle vit un temps à Kitchener, en Ontario, avant de s'installer définitivement à Toronto, où elle poursuit ses études à l'Université York.
Après sa rencontre avec Oku Onuora, considéré comme le père de la dub poetry jamaïcaine, à Cuba en 1978, elle se lance dans ce courant musical et littéraire. Elle sort son premier album de poésie dub, Dub Poet: The Poetry of Lillian Allen, en 1983. Allen est récompensée du prix Juno du meilleur album de Reggae/Calypso Album pour Revolutionary Tea Party en 1986, puis pour Conditions Critical l'année suivante, en 1988.
Elle est professeur à la faculté des arts du Ontario College of Art and Design.
Son travail et son parcours ont été l'objet d'un documentaire, Heart of a Poet, produit par la réalisatrice canadienne Maureen Judge.

## Œuvres

### Littérature
- Rhythm an' Hardtimes (1983)
- The Teeth of the Whirlwind (1984)
- If You See Truth (1987)
- Why Me (1991)
- Women Do This Every Day (1993)[3]
- Psychic Unrest (1999)

### Musique
- Dub Poet: The Poetry of Lillian Allen (1983)
- De dub poets (1985)
- Curfew Inna B.C. (1985)
- Revolutionary Tea Party (1986)
- Let the Heart See (1987)
- Conditions Critical (1988)
- Nothing But a Hero (1992)
- Freedom & Dance (1999)